# Geldersche Gracht
De Geldersche Gracht is een afwateringskanaal op de grens van de provincies Gelderland en Overijssel.

## Beschrijving
De Geldersche Gracht is een afwateringskanaal voor de polder Oldebroek. Het kanaal op de grens van de provincies Gelderland en Overijssel werd gegraven in de 15e eeuw. Het water van de polder Oldebroek werd afgevoerd langs de grens van de polder Oosterwolde naar de toenmalige Zuiderzee. In het kanaal bevonden zich twee sluizen, de Noorder- en de Zuidersluis. Ten noordoosten van het dorp Noordeinde wordt de Geldersche Gracht het Nieuwe Kanaal genoemd. Door het graven van dit nieuwe kanaal omstreeks 1825 werd de uitmonding van de Geldersche Gracht verlegd naar de in 1825 gebouwde Gelderse sluis om op die plek uit te monden in de toenmalige Zuiderzee, thans het Drontermeer. In 1990 werd een verbinding gemaakt met het Noordermerkkanaal om de waterkwaliteit te verbeteren.